# Virus molluscum contagiosum
Virus molluscum contagiosum (MCV) je DNA virus z čeledi poxvirů, jediným druhem rodu Molluscipoxvirus. U lidí způsobuje virovou infekci Molluscum contagiosum. Viriony mají složitou stavbu a jsou shodné se stavbou čeledi poxvirů; v řadě ohledů jsou však od poxvirů odlišné (proto je samostatným rodem). Celkem existují 4 typy MCV viru, a to MCV-1 až MCV-4. Nemoc, kterou virus způsobuje, se projevuje jako „výsev hráškovitých bradaviček s měkkým středem na pažích, zádech, hýždích a na obličeji.“ Může tak být diagnostikována na základě pohledu, pro potvrzení však může být provedena biopsie.
Přibližné rozměry viru jsou 200 nm v průměru, 320 nm na délku a 100 nm na výšku. Jeho jediným hostitelem je člověk a je přenosný kontaktem (též pohlavním stykem).